# Handan Sultan
Handan Sultan (1574 Řecko – 26. listopadu 1605 Istanbul, Osmanská říše) byla manželkou sultána Mehmeda III. a matkou osmanského sultána Ahmeda I. a také od 22. prosince 1603 do 26. listopadu 1605 jeho Valide sultan.

## Život
Její náboženské vyznání není známo. Buď patřila k některým z církví Řecké pravoslavné církve nebo byla Muslimského vyznání. Některé historické záznamy uvádějí, že byla konkubína z Řecka a jmenovala se Helena. Jiné zdroje však uvádějí, že byla Čerkeska a jmenovala se Caucasus. Byla provdána za sultána Mehmeda III. v roce 1589 díky Servazad Hatun, která byla neteří Mahidevran Sultan.
Některé zdroje uvádějí, že to byla Safiye Sultan, která představila Handan svému synu Mehmedovi III., aby tak vytvořila konkurenci konkubíně Halime Sultan, jeho první manželce a matce sultána Mustafy I. Stejné zdroje také uvádí, že ve skutečnosti byla Handan matkou i Mustafy I., ale nikdy toto tvrzení nebylo potvrzeno.
Během prvních dvou let vlády svého syna sultána Ahmeda, byla Valide sultan.
Zemřela v roce 1605, když jí bylo pouhých 30 let, nejspíš byla otrávena. Byl jí uspořádán obrovský pohřeb.

## Ve vědomí současnosti
V roce 2015 byla v seriálu Muhteşem Yüzyıl: Kösem ztvárněna herečkou Tülin Özen.